# Eurya alata
Eurya alata là một loài thực vật có hoa trong họ Pentaphylacaceae. Loài này được Kobuski mô tả khoa học đầu tiên năm 1939.

## Hình ảnh

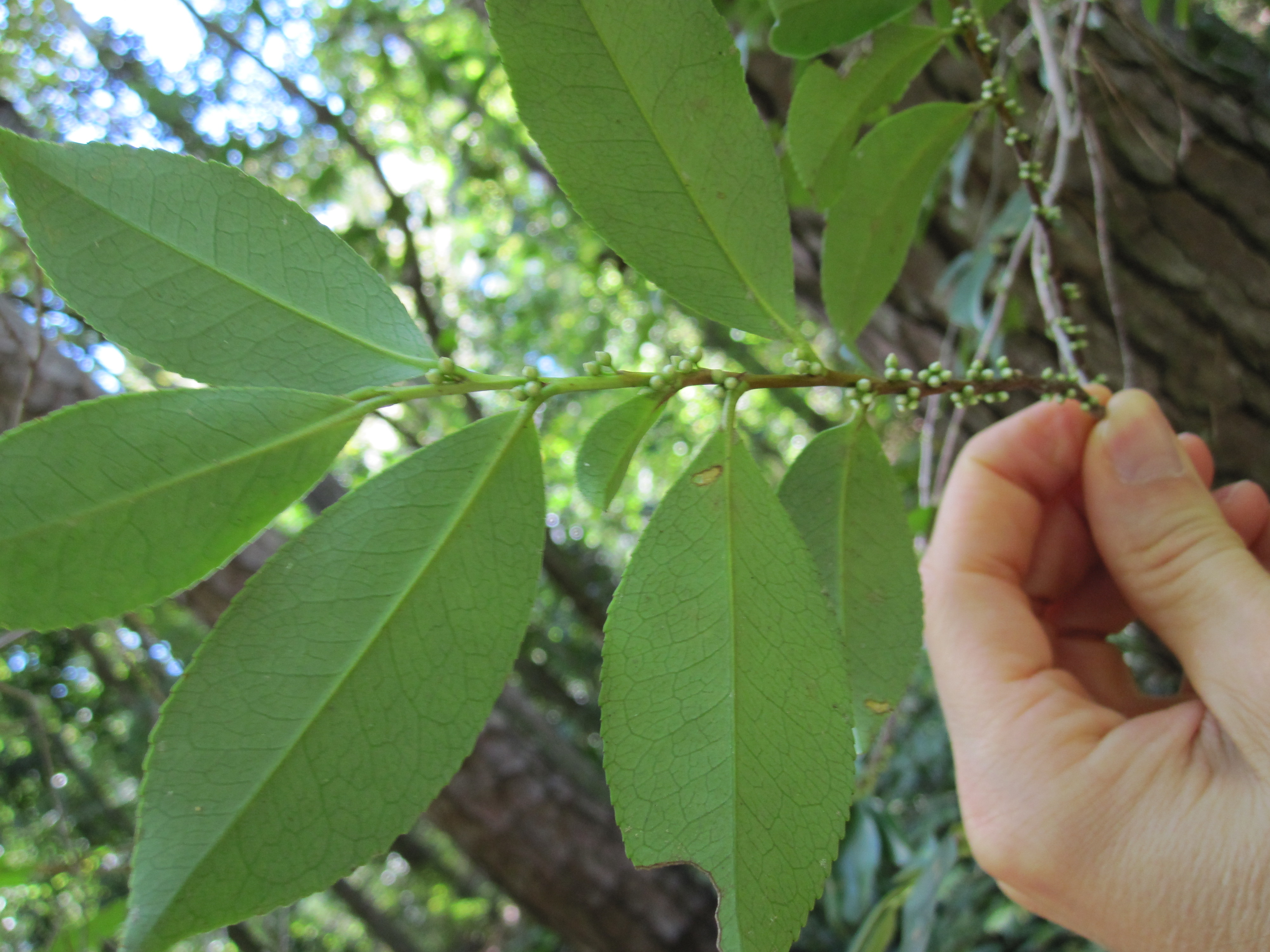